# 藤間勘兵衛
藤間 勘兵衛（ふじま かんべえ）は、藤間流の名跡。藤間流を創流した初代勘兵衛に由来する。 勘右衛門派、勘十郎派と並び勘兵衛派を形成していたが、断絶。名跡は勘十郎派に預けられている。

## 初代
初代勘兵衛（生年不詳 - 明和6年7月6日（1769年8月7日））は武州入間郡藤間村（現川越市藤間）の出身。狂言師、または浄瑠璃の家に生まれたとも、宝永年間に江戸にて志賀山流・初世中村伝次郎の元で修行を積む。その後劇場の振付け師になり地元地名に冠して藤間勘兵衛を名乗る。
「風流妹背の柱建」の振り付けで知られる。

## 2代目
2代目勘兵衛（生年不詳 - 天明5年3月13日（1785年4月21日））は初代の実子。1772年に2代目勘兵衛を襲名。主な付けには「身替お俊」「二人椀久」「蜘蛛拍子舞」。

## 3代目
3代目勘兵衛（生年不詳 - 文政4年12月20日（1822年1月12日））は、2代目勘兵衛の実娘みよ（後の4代目勘兵衛）の婿。1790年に3代目勘兵衛を襲名。1798年から一時的に藤間勘十郎と改名するも、晩年に勘兵衛に復名。
3代目坂東三津五郎の「七枚続花の姿絵」等の変化舞踊を行なう。没年は諸説12月21日等あり。
養子が3代目関三十郎、2代目（俗初代）藤間勘十郎。門下に4代目西川扇蔵等がいる。

## 4代目以降
4代目以降は女系で踊りの師匠が名乗った。8代目没以降途絶えている。
- 4代目は3代目の妻の藤間みよが襲名。 （生年不詳 - 文政12年2月30日（1829年4月3日））
- 5代目は3代目の娘の藤間るむが襲名。 （生年不詳 - 天保11年9月6日（1840年10月1日））
- 6代目は3代目の養女の藤間りゑが襲名。 （生年不詳 - 慶応3年3月2日（1867年4月6日））能楽師狂言方としても優れた。
- 7代目は5代目の養女で6代目の義妹の藤間たまが襲名。 （生年不詳 - 明治11年（1878年）7月25日）
- 8代目は7代目の養女の藤間みよが襲名。 （生年不詳 - 明治15年（1882年）7月15日）